# Pro Cycling Manager (jeu vidéo)
 (avril 2020).
Si vous disposez d'ouvrages ou d'articles de référence ou si vous connaissez des sites web de qualité traitant du thème abordé ici, merci de compléter l'article en donnant les références utiles à sa vérifiabilité et en les liant à la section « Notes et références ».
Pro Cycling Manager est une version améliorée de la série de jeux vidéo Cycling Manager créée en 2001, développée par le studio français Cyanide. Il est sorti le 30 juin 2005 à l'occasion du Tour de France.
Par rapport au précédent opus, il possède un moteur graphique réaménagé et une intelligence artificielle refaite. Il y a aussi un jeu multijoueur. Le jeu est offert dans différentes langues (français, anglais, allemand, espagnol, italien, néerlandais, danois, norvégien, portugais ..), bien que la configuration de la langue dépende de l'éditeur local. Pro Cycling Manager tourne sur le PC.
La version française de ce jeu utilise les voix de l'ancien coureur Jacky Durand et du journaliste Patrick Chassé, tous les deux commentateurs habituels de la chaîne Eurosport.
Le jeu est produit en coopération avec la plupart des principales équipes de cyclisme professionnel sous l'égide de l'IPCT et l'AIGCP.
En septembre 2007, une version PSP du jeu est sortie, nommée Pro Cycling.

## Système de jeu
Le joueur incarne le directeur sportif d'une équipe cycliste du ProTour ou du Continental Tour. Il y a aussi une nouvelle création, c'est l'éditeur d'étapes qui augmente la durée de vie du jeu.
Au total, Pro Cycling Manager propose plus 1 500 cyclistes et 43 équipes officielles.